# Cleavant Derricks (actor)
Cleavant Derricks, Jr. (n. 15 mai 1953, Knoxville, Tennessee) este un actor american și cântăreț. Este cel mai cunoscut pentru rolul Rembrandt Brown din Călătorii în lumi paralele (Sliders).

## Filmografie
- Miami Magma (2011) ca Ray Jackson
- Rome & Jewel (2008) ca Reverend Q
- Cold Case (2007)
- The Wedding Bells (2007)
- Basilisk: the Serpent King (2006)
- The Bernie Mac Show (2002) ca Willie
- World Traveler (2001) ... Carl
- The Practice (2001) ca Mr. Lees
- 18 Wheels of Justice (2000) ca Harold Baines
- Charmed (2000) ... Cleavant Wilson
- Touched by an Angel (1999) ca Robert
- Carnival of Souls (1998) ca Sid
- Sliders (1995–2000) ca Rembrandt 'Cryin' Man' Brown
- Something Wilder (1994–1995) ... Caleb
- Thea  (1993–1994) ... Charles
- Woops! (1992)
- Drexell's Class (1991–1992) ca George Foster
- Good Sports (1991) ca Jeff Mussberger
- Sibs (1991)
- L.A. Law (1991) ca Mark Wright
- A Different World (1991) ca Larry
- Roseanne (1989)
- Moonlighting (1987) ca Leonard Haven
- Spenser: For Hire (1987) ca Mac Dickerson
- Bluffing It (1987) ... Cal
- Mickey and Nora (1987) ca Marvin
- The Equalizer (1986) ca Sonny Raines
- Off Beat (1986) ca Abe Washington
- Neil Simon's The Slugger's Wife (1985) ca Manny Alvarado
- Miami Vice (1985) ca David Jones
- Moscow on the Hudson (1984) ca Lionel Witherspoon
- The Ambush Murders (1982)
- Fort Apache the Bronx (1981) ca Suspect #4
- When Hell Freezes Over, I'll Skate (1979)
- Cindy (1978) ca Michael Simpson

## Discografie
- Dreamgirls: Original Broadway Cast Album (1982)
- Beginnings (1999)
- Brooklyn (2004)

## Legături externe
- Cleavant Derricks official website
- en Cleavant Derricks la Internet Broadway Database
- Cleavant Derricks la Internet Movie Database
- „Exclusive Interviews: Cleavant Derricks”. Earth Prime. Arhivat din original la 24 martie 2012. Accesat în 9 aprilie 2008. Legătură externa în |publisher= (ajutor)